# Saint-Victor-la-Coste
Saint-Victor-la-Coste è un comune francese di 1 917 abitanti situato nel dipartimento del Gard, nella regione dell'Occitania.

## Società

### Evoluzione demografica
Abitanti censiti